# Anneau nul
Ne doit pas être confondu avec Pseudo-anneau de carré nul.
En mathématiques, on appelle anneau nul ou anneau trivial l'anneau A réduit au singleton {\displaystyle \{0_{A}\}}. On a : 
Cet anneau est commutatif. Son élément neutre pour la multiplication, noté habituellement 1A dans un anneau quelconque, est ici égal à 0A, l'élément neutre pour l'addition.
Réciproquement, le seul anneau A vérifiant 1A = 0A est l'anneau nul puisqu'alors, pour tout élément {\displaystyle r} de A, on a :
L'anneau nul est l'objet final dans la catégorie des anneaux unitaires (i.e. tout anneau admet un unique morphisme d'anneaux dans l'anneau nul), l'objet initial étant l'anneau {\displaystyle \mathbb {Z} } des entiers. 